# Samuel Kircher
Samuel Kircher (* 23. Dezember 2004) ist ein französischer Schauspieler. Internationale Bekanntheit erlangte er durch seine Mitwirkung in dem Spielfilm Im letzten Sommer (2023).

## Leben
Samuel Kircher ist der jüngste Sohn des Schauspieler-Ehepaares Irène Jacob (* 1966) und Jérôme Kircher (* 1964). Sein Großvater war der Physiker Maurice Jacob (1933–2007). Mit seinem drei Jahre älteren Bruder Paul, der ebenfalls Schauspieler ist, wuchs er in Paris auf. Beide besuchten im 18. Arrondissement die Schule. Irène Jacob und Jérôme Kircher spielten beide oft zusammen Theater und nahmen ihre Söhne mit auf Tourneen.

## Karriere
Nachdem sein Bruder Paul ab dem Jahr 2020 eine erfolgreiche Schauspielkarriere im französischen Kino gestartet hatte, kam Samuel Kircher eher durch Zufall zum Film. Im Jahr 2022 ergatterte er seine erste Kinorolle in Catherine Breillat Beziehungsdrama Im letzten Sommer (2023), einer Neuverfilmung des skandinavischen Films Königin (2019). Darin übernahm er an der Seite von Léa Drucker die männliche Hauptrolle eines 17-jährigen Jugendlichen, der eine Affäre mit seiner Stiefmutter beginnt. Im Originalfilm war der Part von Gustav Lindh bekleidet worden. Ursprünglich wollte Breillat Kirchers älteren Bruder für Im letzten Sommer verpflichten, aber die Dreharbeiten verzögerten sich und Paul galt als zu alt für die Rolle. Daraufhin empfahl er der Regisseurin seinen im Kino noch unerfahrenen Bruder Samuel weiter, den Breillat nach Ende der Dreharbeiten als „erstaunlich“ loben sollte. Der Film wurde in den Hauptwettbewerb des 76. Filmfestivals von Cannes eingeladen und machte Samuel Kircher so einem internationalen Publikum bekannt, während sein Bruder Samuel mit Animalia in der Nebensektion Un Certain Regard vertreten war. Ein Jahr später erhielt er für seine Leistung Nominierungen für den César und Prix Lumière jeweils als Bester Nachwuchsdarsteller. Bei der César-Verleihung wurde auch sein Bruder Samuel in derselben Kategorie nominiert.

## Filmografie
- 2023: Im letzten Sommer (L’été dernier)
- 2025: La Danse des Renards

## Auszeichnungen
- 2024: Nominierung für den Prix Lumières für Im letzte Sommer (Bester Nachwuchsdarsteller)
- 2024: Nominierung für den César für Im letzte Sommer (Bester Nachwuchsdarsteller)